# Marilyn Miller
Marilyn Miller(1 septembrie 1898 – 7 aprilie 1936) a fost una dintre cele mai populare dive de pe Broadway în anii '20 și începutul anilor '30 ai secolului trecut.